# Jorm (Afeganistão)
Jorm é uma cidade na província de Badaquexão, situada no nordeste do Afeganistão. Localiza-se à margem esquerda do rio Kokcha, a uns one quilômetros acima da junção com o rio Warduj. Na virada do século XX, a cidade foi descrita como sendo uma imensa comunidade de aldeias dispersas, com uma população de quatrocentas famílias ou mais.